# Enrique Sesma
Enrique Sesma Ponce de León (* 22. April 1927 in Puebla, Puebla) ist ein ehemaliger mexikanischer Fußballspieler auf der Position des Stürmers.

## Biografie

### Verein
Enrique Sesma begann seine Profikarriere 1948 in Diensten des Club Marte, mit dem er 1954 die mexikanische Meisterschaft und den Supercup gewann. Weil die Erfolgsmannschaft anschließend aufgrund erheblicher finanzieller Probleme des Vereins auseinanderfiel, wechselte Sesma zum Deportivo Toluca FC, mit dem er 1956 die Copa México gewann und in den beiden Folgejahren (1957 und 1958) jeweils Vizemeister wurde. In der Saison 1960/61 beendete er seine aktive Karriere in Diensten des CF Atlante.

### Nationalmannschaft
Sesma Ponce de León gab sein Länderspieldebüt bereits in einem am 25. September 1949 ausgetragenen WM-Qualifikationsspiel gegen Kuba, das mit 3:0 gewonnen wurde. Für die beiden darauffolgenden Weltmeisterschaften (1950 und 1954) blieb er unberücksichtigt und kam erst wieder 1957 zum Einsatz, als er alle sechs WM-Qualifikationsspiele Mexikos gegen die USA (6:0 und 7:2), Kanada (3:0 und 2:0) sowie Costa Rica (2:0 und 1:1) bestreiten durfte. Dabei gelang ihm je ein Treffer beim 7:2 gegen die USA am 28. April 1957 und beim 2:0 gegen Kanada am 3. Juli 1957. Bei der anschließenden Fußball-Weltmeisterschaft 1958 bestritt er alle drei Spiele der mexikanischen Nationalmannschaft und war somit auch beim ersten Punktgewinn Mexikos bei einer WM überhaupt dabei, als gegen Wales ein 1:1 erzielt wurde. Das am 15. Juni 1958 ausgetragene Vorrundenspiel gegen Ungarn (0:4) war zugleich sein Abschied von der Nationalmannschaft.

## Erfolge
- Mexikanischer Meister: 1954
- Pokalsieger: 1956
- Supercup: 1954